# Mark Henry
Mark Henry (født 12. juni 1971) er en amerikansk fribryder og kåret som en af verdens stærkeste mænd i 1992 da han deltog i kategorien ved De Olympiske Lege.

## Biografi

### World Wrestling Federation
Mark Henry blev omtalt som verdens stærkeste mand da han ankom til WWF i 1996. Hans første fejde var med Jerry Lawler, som han kostede en sejrved WWF Summerslam 1996, da han hjalp Jake Roberts – Jerry Lawlers modstander. Ved In Your House: Mind Games var det Henry selv, der besejrede Jerry Lawler. Han blev i 1997 medlem af Nation of Domination, og fortsatte som medlem til gruppen forsvandt igen. I 1999 og 2000 var Henry med i nogle af de mest ydmygende storylines nogensinde i WWF historie. Rygtet siges at WWF havde fortrudt at de skrev en 10-års kontrakt med Henry, og derfor prøvede at få Henry selv til at bakke ud af sin kontrakt med pinlige storylines. Han fik kælenavnet Sexual Chocolate, og indledte et forhold med den 80-år gamle Mae Young, samt et forhold med en drag queen og historier om hans første seksuelle oplevelse med sin søster. Henry fejdede med Viscera, indtil han blev sendt til OVW for at forbedre sine skills.

### World Wrestling Federation/Entertainment del 2
Henry vendte tilbage til WWF, nu WWE, i 2002 på SmackDown!. Henry havde dog meget lidt succes og jobbede bare til stjernerne. Han forsvandt igen i et års tid. I 2003 dukkede han dog op igen, denne gang på RAW med Theodore Long som manager. Henry var i denne periode bl.a. involveret i en fejde med Goldberg, som Triple H havde sat en dusør på. Mark Henry blev senere skadet igen, og forsvandt endnu engang.

### World Wrestling Entertainment del 3
Mark Henry dukkede op i slutningen af 2005 på SmackDown!, hvor han hjalp MNM til en sejr over Rey Mysterio og Batista. Mark Henry fortsatte en fejde med Batista i en periode, og det blev senere til en fejde med The Undertaker som han mødte ved WWE WrestleMania 22 i en Casket Match, men denne vandt Undertaker. I sommeren 2006 blev han endnu engang skadet, og dukkede først op i slutningen af 2007 igen.